# Jeremy Jeffress
Jeremy Ross Jeffress, né le 21 septembre 1987 à South Boston (Virginie) aux États-Unis, est un lanceur de relève droitier des Brewers de Milwaukee de la Ligue majeure de baseball.

## Carrière

### Brewers de Milwaukee
Jeremy Jeffress est repêché en juin 2006 par les Brewers de Milwaukee au premier tour de sélection (16e choix).
Alors qu'il évolue en ligues mineures en 2007, Jeffress écope d'une suspension de 50 parties pour avoir été testé positif à un contrôle antidopage. La nature de la substance en cause n'est pas révélée.
Le 1er septembre 2010, Jeremy Jeffress fait ses débuts comme lanceur de relève avec les Brewers de Milwaukee. Il lance une manche sans accorder de point aux Reds de Cincinnati lors de cette sortie. Il affiche une moyenne de points mérités de 2,70 en 10 manches lancées pour Milwaukee, avec qui il fait 10 présences en relève en 2010.

### Royals de Kansas City

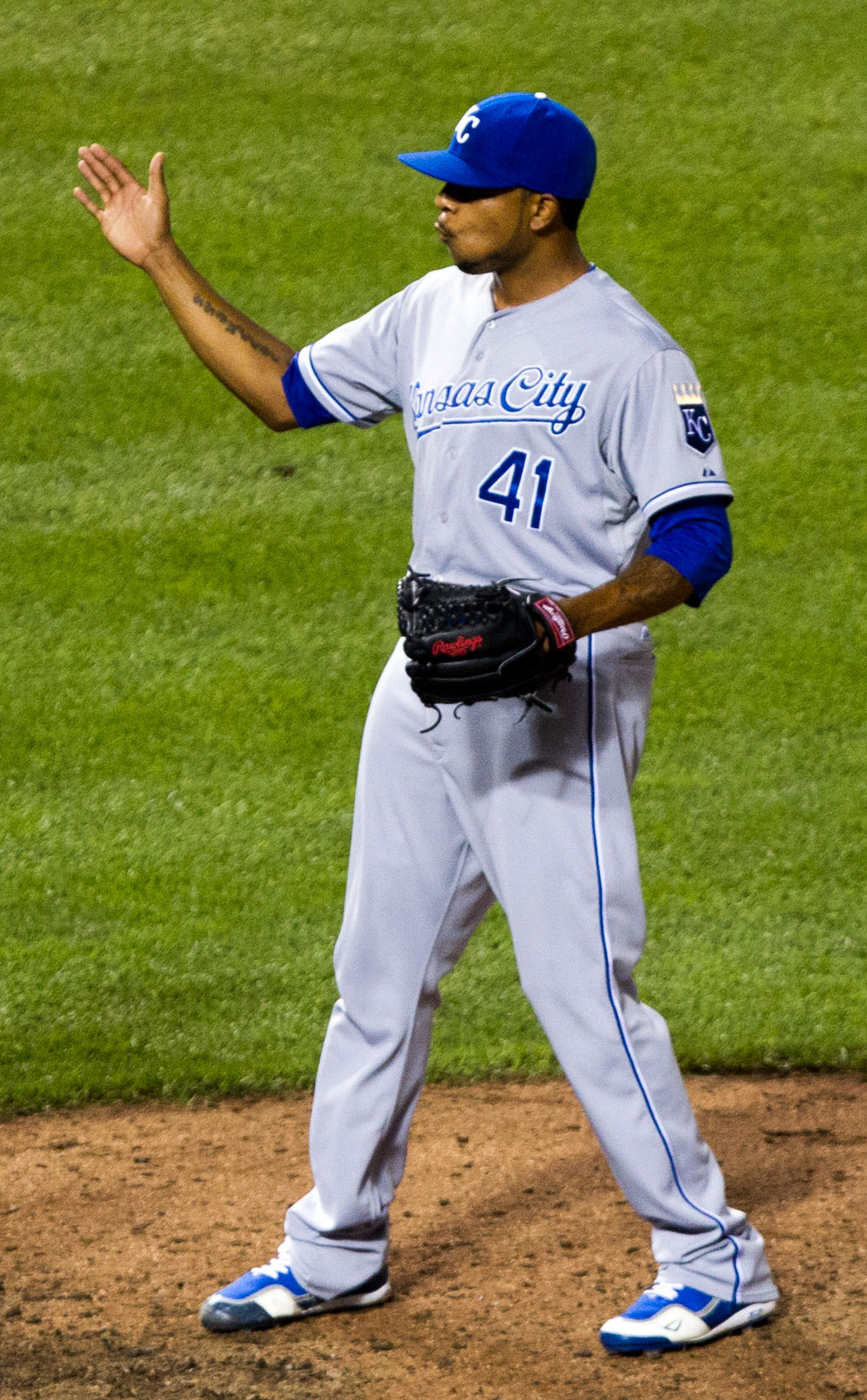
Jeffress en 2012 avec les Royals de Kansas City.

Le 19 décembre 2010, Jeffress, l'arrêt-court Alcides Escobar, le voltigeur de centre Lorenzo Cain et le lanceur des mineures Jake Odorizzi passent aux Royals de Kansas City dans l'importante transaction qui envoie le lanceur étoile Zack Greinke et l'arrêt-court Yuniesky Betancourt à Milwaukee.
Jeffress fait 14 présences en relève en 2011 avec Kansas City et présente une moyenne de points mérités de 4,70 en 15 manches et un tiers lancés, avec une victoire, une défaite et un sauvetage. Il joue 13 matchs et lance 13 manches et un tiers pour les Royals en 2012 mais sa moyenne de points mérités se chiffre à 6,75.

### Blue Jays de Toronto
Les Royals échangent Jeffress aux Blue Jays de Toronto le 8 novembre 2012. Il lance 13 manches et deux tiers au total en 13 sorties pour les Blue Jays en fin de saison 2013 et début de saison 2014. Sa moyenne de points mérités sur cette brève période se chiffre à 3,29 et il remporte une victoire.

### Second séjour à Milwaukee
Libéré de son contrat par Toronto le 16 avril 2014, Jeffress rejoint deux jours plus tard son ancienne équipe, les Brewers de Milwaukee.

### Rangers du Texas
Avec le receveur étoile Jonathan Lucroy, Jeffrey passe le 1er août 2016 aux Rangers du Texas en retour de trois joueurs des ligues mineures : Lewis Brinson, Ryan Cordell et Luis Ortiz.

### Troisième séjour à Milwaukee
Jeffress retourne aux Brewers de Milwaukee pour la troisième fois le 31 juillet 2017 lorsqu'il y est cédé par les Rangers du Texas en échange du lanceur droitier des ligues mineures Tayler Scott.

## Statistiques
| Saison | Équipe            | G   | GS | CG | SHO | V  | D | SV | IP    | SO  | ERA  |
| ------ | ----------------- | --- | -- | -- | --- | -- | - | -- | ----- | --- | ---- |
| 2010   | Milwaukee         | 10  | 0  | 0  | 0   | 1  | 0 | 0  | 10.0  | 8   | 2,70 |
| 2011   | Kansas City       | 14  | 0  | 0  | 0   | 1  | 1 | 1  | 15.1  | 13  | 4,70 |
| 2012   | Kansas City       | 13  | 0  | 0  | 0   | 0  | 0 | 0  | 13.1  | 13  | 6,75 |
| 2013   | Toronto           | 10  | 0  | 0  | 0   | 1  | 0 | 0  | 10.1  | 12  | 0,87 |
| 2014   | Toronto Milwaukee | 32  | 0  | 0  | 0   | 1  | 1 | 0  | 32.0  | 29  | 2,81 |
| 2015   | Milwaukee         | 72  | 0  | 0  | 0   | 5  | 0 | 0  | 68.0  | 67  | 2,65 |
| 2016   | Milwaukee Texas   | 59  | 0  | 0  | 0   | 3  | 2 | 27 | 58.0  | 42  | 2,33 |
| 2017   | Texas Milwaukee   | 61  | 1  | 0  | 0   | 5  | 2 | 0  | 65.1  | 51  | 4,68 |
| 2018   | Milwaukee         | 73  | 0  | 0  | 0   | 8  | 1 | 15 | 76.2  | 89  | 1,29 |
| Totaux | Totaux            | 344 | 1  | 0  | 0   | 25 | 7 | 43 | 349.0 | 324 | 2,89 |

Note : G = Matches joués ; GS = Matches comme lanceur partant ; CG = Matches complets ; SHO = Blanchissages ; 
V = Victoires ; D = Défaites ; SV = Sauvetages ; IP = Manches lancées ; SO = Retraits sur des prises ; ERA = Moyenne de points mérités.